# Прьетрж (район Сеница)
Прьетрж (словац. Prietrž) — село и одноимённая община в районе Сеница Трнавского края Словакии. В письменных источниках начинает упоминаться с 1262 года.

## География
Село расположено в западной части края на реке Миява, при автодороге 1149. Абсолютная высота — 293 метров над уровнем моря. Площадь муниципалитета составляет 24,67 км². В селе есть лютеранский костёл в стиле историзма поставлен по проекту архитектора Михала Милана Харминца в 1907 году.

## Население
По данным последней официальной переписи 2021 года, численность населения селa составляла 745 человек.
Динамика численности населения общины по годам:
| Год:                | 1994 | 2004     | 2014    | 2024    |
| ------------------- | ---- | -------- | ------- | ------- |
| Количество человек: | 792  | 708      | 736     | 727     |
| Разница:            |      | −10,60 % | +3,95 % | −1,22 % |

Национальный состав населения (по данным переписи населения 2011 года):
| Национальность | Численность, человек |
| -------------- | -------------------- |
| словаки        | 672                  |
| украинцы       | 1                    |
| чехи           | 1                    |
| немцы          | 3                    |
| русские        | 6                    |
| другие         | 1                    |
| не указана     | 13                   |